# Rancho Nuevo de Guadalupe
Rancho Nuevo de Guadalupe är en ort i Mexiko.   Den ligger i kommunen Doctor Mora och delstaten Guanajuato, i den centrala delen av landet, 230 km nordväst om huvudstaden Mexico City. Rancho Nuevo de Guadalupe ligger 2 076 meter över havet och antalet invånare är 364.
Terrängen runt Rancho Nuevo de Guadalupe är kuperad norrut, men söderut är den platt. Runt Rancho Nuevo de Guadalupe är det ganska tätbefolkat, med 67 invånare per kvadratkilometer. Närmaste större samhälle är San José Iturbide, 18,0 km söder om Rancho Nuevo de Guadalupe. Trakten runt Rancho Nuevo de Guadalupe består till största delen av jordbruksmark.